# Біскупиці (гміна)
Гміна Біскупиці (пол. Gmina Biskupice) — сільська гміна у південній Польщі. Належить до Велицького повіту Малопольського воєводства.
Станом на 31 грудня 2022 у гміні проживало 11 557 осіб.

## Площа
Згідно з даними за 2007 рік площа гміни становила 40.99 км², у тому числі:
- орні землі: 81.00%
- ліси: 8.00%

Таким чином, площа гміни становить 9.58% площі повіту.

## Населення
Станом на 31 грудня 2022:
| Опис     | Загалом | Загалом | Чоловіки | Чоловіки | Жінки | Жінки |
| -------- | ------- | ------- | -------- | -------- | ----- | ----- |
| одиниця  | осіб    | %       | осіб     | %        | осіб  | %     |
| все      | 11557   | 100     | 5671     | 49.1     | 5886  | 50.9  |
| міське   | 0       | 100     | 0        |          | 0     |       |
| сільське | 11557   | 100     | 5671     | 49.1     | 5886  | 50.9  |

## Сусідні гміни
Гміна Біскупиці межує з такими гмінами: Величка, Ґдув, Неполомиці.